# Sola fide
Sola fide (en español: por la fe sola o sólo por la fe), también conocida históricamente como la doctrina de la justificación por la fe sola, es una doctrina teológica cristiana que distingue a la mayoría de las denominaciones protestantes del catolicismo, del cristianismo ortodoxo, y de algunos en el Movimiento de Restauración.
La doctrina de la sola fide o «sólo por la fe», afirma que el perdón de Dios para los pecadores culpables se concede y recibe a través de la fe sola, con exclusión de todas las «obras». Toda la humanidad, se afirma, ha caído por el pecado bajo la maldición de Dios, y es incapaz de salvarse a sí misma de la ira y de la maldición de Dios. Pero Dios, basándose en la vida, muerte y resurrección de su Hijo, únicamente Jesucristo (solus Christus), otorga a los pecadores perdón judicial, o justificación, que se recibe únicamente a través de la fe. La fe es vista como pasiva, simplemente recibiendo a Cristo y todos sus beneficios, entre los cuales los beneficios son la justicia activa y pasiva de Jesucristo. La justicia de Cristo, según los seguidores de sola fide, es imputada (o atribuida) por Dios para el pecador creyente (en lugar de infundirla o impartirla), por lo que el veredicto divino y el perdón del pecador creyente no se basa en nada en el pecador, ni siquiera en la fe misma, sino en Jesucristo y su justicia por sí sola, que se reciben a través de la fe sola. La justificación por la sola fe se distingue de las otras gracias de salvación.
El protestantismo histórico (ambos, luteranos y reformados) ha mantenido a la justificación–sola fide en contra de la religión católica en especial, pero también en oposición a los aspectos significativos de la ortodoxia oriental. En el Concilio de Trento la Iglesia católica declaró en el canon XIV sobre la justificación que «Si alguno dijere, que el hombre queda absuelto de los pecados, y se justifica precisamente porque cree con certidumbre que está absuelto y justificado; o que ninguno lo está verdaderamente sino el que cree que lo está; y que con sola esta creencia queda perfecta la absolución y justificación; sea anatema (excomulgado)». Por lo tanto, la fe sola es fundamental para el protestantismo, y la distingue de otras denominaciones cristianas. De acuerdo con Martín Lutero, la justificación por la fe sola es el artículo sobre la cual la iglesia se mantiene o cae.

## La justificación en el luteranismo
De 1510 a 1520, Lutero dio una conferencia sobre los Salmos y los libros de Hebreos, Romanos y Gálatas. Mientras estudiaba estas porciones de la Biblia, llegó a ver el uso de términos como penitencia y la justificación por la Iglesia católica en nuevas formas (véase Romanos 4:1-5, Gálatas 3:1-7 y Génesis 15:6). Se convenció de que la Iglesia estaba corrompida en sus caminos, y había perdido de vista lo que consideraba varias de las verdades centrales del cristianismo, la más importante de las cuales, para Lutero, era la doctrina del acto de Dios de declarar a un pecador justo por la justificación por la fe, solamente por la gracia de Dios. Él comenzó a enseñar que la salvación o la redención era un don de la gracia de Dios, alcanzable solo a través de la fe en Jesús.
«Esta roca firme, lo que llamamos la doctrina de la justificación», insistía Martín Lutero, «es el principal artículo de toda la doctrina cristiana, que comprende el entendimiento de toda piedad». También hizo un llamado a esta doctrina en el articulus stantis et ecclesiae cadentis («artículo de la situación y la caída de la iglesia»): «(...) Si este artículo está, la Iglesia está; si cae, la Iglesia cae». Los luteranos siguen a Lutero en esto cuando llaman a esta doctrina «el principio material» de la teología en relación con la Biblia, que es «el principio formal». Ellos creen que la justificación por gracia mediante la fe en la justicia de Cristo solamente es el evangelio, el núcleo de la fe cristiana en torno al cual todas las demás doctrinas cristianas estén centradas y basadas.
Lutero llegó a comprender la justificación como enteramente la obra de Dios. Cuando la justicia de Dios es mencionada en el Evangelio, es el acto de Dios declarar justo al pecador injusto que tiene fe en Jesucristo. La justicia por la cual el hombre es justificado (declarado justo) no es la suya (teológicamente, la justicia propiamente dicha), sino la de otro, Cristo (justicia ajena). «Es por eso que la fe sola hace a alguien justo y cumplidor de la ley», dijo Lutero. «La fe es la que trae el Espíritu Santo a través de los méritos de Cristo». Así, la fe, para Lutero, es un don de Dios, y «(...) la vida, la confianza audaz en la gracia de Dios, tan seguro del favor de Dios que iría a morir mil veces confiando en él». Esta fe capta la justicia de Cristo y se apropia de ella para el creyente. Explicó su concepto de «justificación» en los Artículos de Esmalcalda:
El primer y más importante artículo es este: Jesucristo, nuestro Dios y Señor, murió por nuestros pecados y fue resucitado para nuestra justificación (Romanos 3:24-25). Sólo Él es el Cordero de Dios que quita los pecados del mundo (Juan 1:29), y Dios cargó en Él la iniquidad de todos nosotros (Isaías 53:6). Todos han pecado y son justificados gratuitamente, sin sus propias obras y méritos, por Su gracia, a través de la redención que es en Cristo Jesús, en Su sangre (Romanos 3:23-25). Esto es lo que es necesario creer. Esto no se puede adquirir o entender por ninguna obra, ley o mérito. Por lo tanto, es claro y cierto que sólo esta fe nos justifica. (...) Nada de este artículo se puede renunciar o abandonar, aún si el cielo y la tierra y todo lo demás cayera (Marcos 13:31).
Tradicionalmente, los luteranos han enseñado una forense (o legal) justificación, un veredicto divino de la absolución pronunciada en el pecador creyente. Dios declara al pecador «no culpable», porque Cristo ha tomado su lugar, viviendo una vida perfecta de acuerdo a la ley de Dios y sufriendo por sus pecados. Para los luteranos, la justificación en ningún modo depende de los pensamientos, palabras y hechos de aquellos justificados mediante la fe en Cristo. La nueva obediencia que el pecador justificado rinde a Dios a través de la santificación sigue a la justificación, como consecuencia, pero no es parte de la justificación.
Los luteranos creen que las personas reciban este regalo de la salvación por la fe sola. La fe salvadora es el conocimiento, aceptación y confianza en la promesa del Evangelio. Incluso la fe misma es vista como un don de Dios, creada en los corazones de los cristianos por la obra del Espíritu Santo a través de la Palabra y el Bautismo. La fe es vista como un instrumento que recibe el don de la salvación, no es algo que causa la salvación. Por lo tanto, los luteranos rechazan la «teología de la decisión», que es común entre los evangélicos modernos.
Para los luteranos, la justificación proporciona el poder por el cual los cristianos pueden crecer en santidad. Esta mejora se produce en el creyente solo después de que se ha convertido en una nueva creación en Cristo por el Santo Bautismo. Esta mejora no se completa en esta vida: los cristianos son siempre «santos y pecadores al mismo tiempo» (simul iustus et peccator): santos porque son santos en los ojos de Dios, por el amor de Cristo, haciendo obras que le agrada; pecadores porque continúan pecando hasta la muerte.

## Origen del término

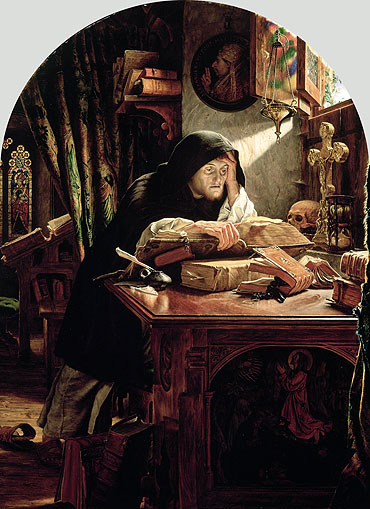
Pintura de Lutero de 1861, descubriendo la doctrina de la Sola fide en Erfurt.

Martín Lutero elevó la sola fide como la causa principal de la reforma protestante, el grito de guerra de la causa protestante, y la principal distinción entre el cristianismo protestante y el catolicismo. Juan Calvino, también un defensor de esta doctrina, enseña que «todo el que obtiene la justicia de Cristo debe renunciar a la suya». Según Calvino, es solo porque el pecador es capaz de obtener una buena posición ante el Hijo de Dios, por la fe en él, y la unión con él, para que los pecadores tengan alguna esperanza de perdón, la aceptación por parte y la paz con Dios.
Esta terminología exacta («por la fe sola») no aparece en las traducciones de la Biblia más que en Santiago|2:24, donde se ha afirmado que el autor rechaza la idea de que el hombre es justificado por Dios exclusivamente a causa de la sola fe.
Lutero polémicamente agregó la palabra "solo" (allein en alemán) a Romanos 3;28  para que dijera: "Así que ahora sostenemos que el hombre es justificado sin la ayuda de las obras de la ley, solo a través de la fe" La palabra "solo" no aparece en los textos griegos, pero Lutero defendió su traducción al sostener que el adverbio "solo" era requerido tanto por el uso idiomático del alemán como por el significado que según él le quería dar el apóstol Pablo, y a pesar de que rechazaba la tradición, decía que la palabra "solo" se usó en la tradición teológica antes que él. Esto, porque ciertos autores católicos también usaron la palabra "solo" en su traducción de Romanos 3;28 o en exégesis de la salvación en pasajes sobre la fe.

## El lugar de las obras
La posición que la justificación es solo por la fe a menudo se ha encargado de promover el antinomismo, en el cual con la fe salvífica no es necesario realizar obras de obediencia a Cristo, que es un punto de vista más que rechazan los que sostienen la sola fide, invocando muchas autoridades del pasado y el presente en concurrencia.
De acuerdo con Santiago la fe actúa juntamente con las obras, y la fe se perfecciona por las obras (Santiago 2:22).
Martín Lutero, quien se opuso al antinomismo, es registrado diciendo: «Las obras son necesarias para la salvación, pero no causan la salvación; la fe solamente vivifica».
En su Introducción a Romanos, Lutero declaró que la fe salvadora:
está viva, creadora, activa y algo muy poderosa esta fe. La fe no puede dejar de hacer buenas obras constantemente. No se detiene a preguntar si las buenas obras deben hacerse, pero antes de que alguien le pregunte, ya las ha hecho y las sigue haciendo sin cesar. Cualquier persona que no hace buenas obras de esta manera es un incrédulo. (...) Por lo tanto, ¡es igualmente imposible separar la fe de las obras como separar el calor y la luz del fuego!
El teólogo escocés John Murray, del Westminster Theological Seminary en Filadelfia, afirmó:
La fe sola justifica, pero una persona justificada con la fe solamente sería una monstruosidad que no existe en el reino de la gracia. La fe obra por sí sola a través del amor (Gálatas 5:6). Y la fe sin obras está muerta (Santiago 2:17-20).
Es vivir la fe que justifica y la fe viva unida a Cristo tanto en la virtud de su muerte y en el poder de su resurrección. Nadie se ha confiado a sí mismo con Cristo por la liberación de la culpa del pecado que no haya encomendado también a sí mismo con él por la liberación del poder del pecado.
El teólogo evangélico contemporáneo R. C. Sproul escribe:
La relación de la fe y las buenas obras es una que puede ser distinguida pero nunca separada. (...) si las buenas obras no siguen a nuestra profesión de fe, es una clara indicación de que no poseemos la fe que justifica. La fórmula reformada es «Somos justificados por la fe solamente, pero no por una fe que está sola».
Michael Horton está de acuerdo diciendo:
Este debate, por lo tanto, no es sobre la cuestión de si Dios nos renueva e inicia un proceso de crecimiento gradual en la santidad a lo largo de nuestras vidas. «Somos justificados por la fe solamente, pero no por una fe que está sola», afirmó Lutero, y de esta afirmación se repite la del nuevo nacimiento y la santificación como algo necesariamente vinculado a la justificación, lo que nos lleva a preguntarnos cómo siguen perpetuándose las caricaturas sin fundamento [sobre la sola fide].
La Declaración conjunta sobre la doctrina de la justificación, firmada tanto por la Federación Luterana Mundial como por la Iglesia católica el 31 de octubre de 1999, declara:
Juntos confesamos que las buenas obras, una vida cristiana de fe, esperanza y amor, surgen después de la justificación y son fruto de ella. Cuando el justificado vive en Cristo y actúa en la gracia que le fue concedida, en términos bíblicos, produce buen fruto. Dado que el cristiano lucha contra el pecado toda su vida, esta consecuencia de la justificación también es para él un deber que debe cumplir. Por consiguiente, tanto Jesús como los escritos apostólicos amonestan al cristiano a producir las obras del amor.

## Estatus de la doctrina
Pablo rechaza la proposición de que la justificación ante Dios se obtiene debido al mérito de la obediencia a la Ley de Moisés (ver también la ley bíblica en el cristianismo), o la circuncisión y las obras de Abraham; él cree que la justificación se obtiene por la fe que obra por amor. (Gálatas 5: 6)
Santiago rechaza la idea de que una fe muerta, una fe sin obras, puede justificar al hombre. Sin rechazar la suma importancioa de la fe; él enseña que obedeciendo los dictados o voliciones que da la fe, las obras así producidas son  las que dan vida a la fe. Al estar hablando Pablo de obras por mérito propio y Santiago de obras hechas en obediencia a los dictados  de la fe no hay una contradicción entre Pablo y Santiago.
Los protestantes basan la sola fide en el hecho de que el Nuevo Testamento contiene casi doscientas declaraciones que parecen implicar que la fe o la creencia es suficiente para la salvación. Por ejemplo: «Le dijo Jesús: Yo soy la resurrección y la vida; el que cree en mí, aunque esté muerto, vivirá» (Juan 11:25). Y especialmente las palabras de Pablo en Romanos: «Concluimos, pues, que el hombre es justificado por fe sin las obras de la ley» (Romanos 3:28) y «Pero al que obra, no se le cuenta el salario como gracia, sino como deuda; mas al que no obra, sino cree en aquel que justifica al impío, su fe le es contada por justicia» (Romanos 4:4-5).
La doctrina de la sola fide propone que la fe en Cristo es suficiente para que los pecadores sean aceptados por Dios, contados entre su pueblo, y dotarlos con motivos de confianza, gratitud y amor hacia Dios de la que vienen las buenas obras. Algunos grupos cristianos, como los católicos creen que la fe es necesaria para la salvación pero esta requiere libre obediencia y actos de amor y caridad, como requisito previo para la aceptación en su reino, y por la recompensa de la vida eterna. Esto está en línea con la visión tradicional de la fe como la fidelidad [a Dios] en el Antiguo Testamento.
La relación precisa entre la fe y las buenas obras se mantiene como un área de controversia en algunas tradiciones protestantes. Incluso desde el principio de la Reforma, las diferencias sutiles de énfasis aparecieron. Por ejemplo, debido a la Epístola de Santiago hace hincapié en la importancia de las buenas obras, Martín Lutero se refiere a veces a ella como la «epístola de paja». Calvino, por otro lado, si bien no con la intención de diferir con Lutero, describió las buenas obras, como consecuencia o «fruto» de la fe. Los anabaptistas tendían a hacer una distinción nominal entre la fe y la obediencia. Las reuniones recientes de eruditos y clérigos han intentado suavizar la antítesis entre las concepciones del papel de la fe en la salvación de los protestantes y católicos, lo cual, si tuvieran éxito, tendrían implicaciones de largo alcance de las relaciones entre la mayoría de los protestantes y la Iglesia Católica. Estos intentos de formar un consenso no son ampliamente aceptados entre cualquiera de los protestantes o los católicos, por lo que la sola fide sigue siendo un distintivo doctrinal de las iglesias de la Reforma, incluidos los luteranos, reformados, y muchos evangélicos. Sin embargo, algunas declaraciones de la doctrina se interpretan como una negación de la doctrina tal como se entiende por otros grupos. Hay un componente semántico en este debate, así, que se ha ganado una nueva atención en el siglo pasado. Tanto el latín, como en el inglés y el español, tienen dos palabras para describir convicciones: una es más intelectual (latín y español: credo) y la otra lleva implicaciones de la «fidelidad» (latín: fides, español: fe). Pero el griego y el alemán tienen solo una (alemán: Glaube, griega: pistis). Algunos historiadores han sugerido que esta cuestión semántica provocó algunos de los desacuerdos: Tal vez los partidarios de Lutero pueden haber entendido «la salvación por la fe sola» en el sentido de «la salvación por la fidelidad a Cristo», mientras que sus oponentes lo entienden como «la salvación por la creencia intelectual en Cristo». Puesto que hay pasajes de las obras de Lutero que se podrían tomar para apoyar cualquiera de estos significados, ambas partes pudieron citar pasajes de Lutero defendiendo su interpretación de lo que quería decir.

### Obras de la Ley
Muchos católicos ven la exclusión de las «obras de la ley», como algo que solo se refiere a las obras hechas para la salvación bajo la ley mosaica, en contraposición a las obras de la fe que se realizan como meritorias para la salvación.
Los partidarios de la sola fide responden que Jesús no instituyó el mantener un código moral superior como medio de salvación, y tienden a ver a la exclusión de las «obras de la ley» (en tanto que medios para obtener la justificación) como algo referente a cualquier obra de la ley mosaica y, por implicación, a cualquiera de las «obras de justicia que nosotros hubiéramos hecho» (Tito 3:5) o a cualquier sistema en el que uno gana la vida eterna sobre la base del mérito de las obras.
Sin embargo, la mayoría entiende que la «justicia de la ley» debe ser cumplida por aquellos que son justificados por la fe (Romanos 8:4). En este enfoque, se interpreta que la ley de Moisés y los principios del Evangelio (como el Sermón de la Montaña y el juicio final de Mateo 25) están de acuerdo en esto, con la segunda parte (el Evangelio) cumpliendo, aclarando y ampliando la primera (la ley mosaica), centrándose en el amor de Dios por nosotros y en el amor al prójimo. Así, un creyente protestante puede afirmar que la «ley es santa, y el mandamiento santo, justo y bueno» (Romanos 7:12), armonizando los dos principios de la misma Biblia.

## Visión metodista
El metodismo, a diferencia de las ramas luteranas y reformadas del cristianismo protestante, enfatiza la importancia de la búsqueda de la santidad en la salvación. El obispo Scott J. Jones en United Methodist Doctrine escribe que en la teología metodista:
La fe es necesaria para la salvación incondicionalmente. Las buenas obras son necesarias sólo condicionalmente, es decir, si hay tiempo y oportunidad. El ladrón en la cruz en Lucas 23:39-43 es el ejemplo de Wesley de esto. Él creía en Cristo y se le dijo «De cierto os digo, que hoy estarás conmigo en el paraíso». Esto sería imposible si las buenas obras, que son el fruto de un verdadero arrepentimiento, y la fe eran incondicionalmentes necesarias para la salvación. El hombre se estaba muriendo y carecía de tiempo; sus movimientos estaban confinados y carecía de oportunidad. En su caso, la fe era necesaria. Sin embargo, para la gran mayoría de los seres humanos, las buenas obras son necesarias para la permanencia en la fe porque esas personas tienen tanto el tiempo y la oportunidad para ello.
El obispo Jones concluye diciendo «la doctrina Unida Metodista por tanto entiende como verdad que la fe salvadora, que es el tipo de fe que da tiempo y oportunidad, se traducirá en buenas obras. Cualquier otra supuesta fe que no las hace, de hecho, no llevando a tales comportamientos no es una genuina fe salvadora». Por otra parte, mientras que «la fe es esencial para una relación significativa con Dios, nuestra relación con Dios también toma forma a través de nuestra atención a las personas, la comunidad y la propia creación».
Richard P. Bucher, contrasta esta posición con la luterana, discutiendo una analogía planteada por el fundador de la Iglesia Metodista, John Wesley:
Mientras que en la teología luterana la doctrina central y el núcleo de toda nuestra adoración y la vida es la justificación por la gracia mediante la fe, para los metodistas el foco central siempre ha sido una vida santa y la búsqueda de la perfección. Wesley dio la analogía de una casa. Dijo que el arrepentimiento es el pórtico. La fe es la puerta. Pero la vida santa es la casa en sí. Una vida santa es la verdadera religión. «La salvación es como una casa. Para entrar en la casa usted primero tiene que conseguir el pórtico (arrepentimiento) y entonces usted tiene que pasar por la puerta (la fe). Pero la casa en sí -la relación de uno con Dios- es la santidad, la vida santa» (Joyner, parafraseando Wesley, 3).

## Visión católica
Los católicos distinguen una fe de otra, la fides caritate formata una fe que obra por amor "porque en Cristo Jesús ni la circuncisión vale algo, ni la incircuncisión, sino la fe que obra por el amor (Gal 5:6)", de la fides informis que es una fe muerta desprovista de obras "Así también la fe, si no tiene obras, es una fe muerta (Santiago 2:17)"

Los exegetas católicos creen que Santiago no tenía otro objetivo que enfatizar el hecho, ya enfatizado por San Pablo, de que solo la fe activa en la caridad y las buenas obras (fides caritate formata) posee algún poder para justificar al hombre (cf. Gálatas 5:6; 1 Corintios 13:2), mientras que la fe desprovista de caridad y buenas obras (fides informis) es una fe muerta y ante los ojos de Dios insuficiente para la justificación (Santiago 2:17)

El papa Benedicto XVI, en su audiencia general del día 19 de noviembre de 2008, expresó que:

la expresión "sola fide" de Lutero es verdadera si no se opone la fe a la caridad, al amor. La fe es mirar a Cristo, encomendarse a Cristo, unirse a Cristo, conformarse a Cristo, a su vida. Y la forma, la vida de Cristo es el amor; por tanto, creer es conformarse a Cristo y entrar en su amor. Por eso, san Pablo en la carta a los Gálatas, en la que sobre todo ha desarrollado su doctrina sobre la justificación, habla de la fe que obra por medio de la caridad (cf. Ga 5, 6).

## Extractos de las confesiones y credos que sostienen lasola fide

### Anglicanos
Artículo XI:
De la justificación del hombre
Ante los ojos de Dios somos estimados como justos pero sólo por el mérito de nuestro Señor y Salvador Jesucristo por medio de la fe y no por nuestras propias obras o merecimientos. Por lo cual el hecho de que estamos justificados por la fe es sólo una doctrina muy benévola y reconfortante tal y como se expresa mayoritariamente en la homilía de la justificación.
—Treinta y nueve artículos de religión (1571)
Sin embargo, ciertos teólogos anglicanos y episcopales (especialmente los anglo-católicos) abogan por una fe que se caracteriza por la fidelidad, donde las buenas obras y los sacramentos juegan un papel importante en la vida del creyente cristiano.

### Luteranos
Artículo IV:
De la Justificación
También enseñan que el hombre no puede justificarse ante Dios por su propia fuerza, méritos u obras, sino que es justificado gratuitamente por Cristo a través de la fe, cuando cree que ha sido recibidos en favor y que sus pecados son perdonados por Cristo, cuya muerte dio satisfacción por nuestros pecados. Esta fe la imputa Dios para la justificación a Sus ojos, Rom. 3 y 4.
—Confesión de Augsburgo (1530)
Más recientemente, la Federación Luterana Mundial acordó una declaración ecuménica con la Iglesia católica titulada la Declaración Conjunta sobre la Doctrina de la Justificación para trabajar hacia un acercamiento de las dos iglesias.

### Bautistas
IV:
Salvación
B. Justificación, es la obra de gracia de Dios y la completa absolución basada en los principios de su gracia hacia todos los pecadores que se arrepienten y creen en Cristo. La justificación coloca al creyente en una relación de paz y favor con Dios.
—Fe y Mensaje Bautistas (2000)

### Bautistas reformados
XXVIII.
Los que son unidos con Cristo son justificados por la sangre de Cristo, de todos sus pecados, los del pasado, del presente y los que todavía están por venir. Comprendemos que esta justificación es el perdón gratuita y libremente dado por Dios, de la culpabilidad de todo pecado. Y que viene por la satisfacción que Cristo hizo con su muerte y aplicada al pecador por medio de la fe.
—Confesión bautista de fe de Londres (1644)

### Menonitas
Artículo 8.
Salvación
Por su sangre derramada por nosotros, Cristo inauguró el nuevo pacto. Él nos sana, perdona nuestros pecados, y nos libera de la cautividad del mal y de aquellos que nos hacen mal. Por su muerte y resurrección, él desbarata los poderes del pecado y de la muerte, cancela nuestra deuda de pecado, y allana el camino a una vida nueva. Somos salvos por la gracia de Dios, no por nuestros propios méritos.
—Confesión de fe en perspectiva menonita (1995)

### Reformados (Continentales)
Artículo 23:
La justificación de pecadores
Creemos, que nuestra bienaventuranza radica en el perdón de nuestros pecados por la voluntad de Jesucristo, y que en esto está comprendida nuestra justicia ante Dios; como David y Pablo nos enseñan, declarando: que alea bienaventuranza del hombre es que Dios le imputa la justicia sin las obras.
Y este mismo apóstol dice: «siendo justificados gratuitamente por su gracia, mediante la redención que es en Cristo Jesús» (Rom. 3:24). Y por esto, nos asimos siempre a este fundamento, dando todo el honor a Dios, humillándonos y reconociéndonos tales cual somos, sin vanagloriarnos de nosotros mismos o de nuestros méritos, apoyándonos y descansando tan sólo en la obediencia de Cristo crucificado, la cual es la nuestra propia si creemos en Él.
Esta es suficiente para cubrir todas nuestras iniquidades, y darnos confianza, librando la conciencia de temor, asombro y espanto para llegar a Dios, sin hacer como nuestro primer padre Adán, quien, temblando, pretendía cubrirse con hojas de higuera. Por cierto, si tuviéramos que comparecer ante Dios confiando en nosotros mismos o en cualquiera otra criatura -por poco que ésta fuese-, seríamos (por desgracia) consumidos.
Y por esto es por lo que cada uno debe decir con David: «Oh Jehová, ...no entres en juicio con tu siervo; porque no se justificará delante de ti ningún ser humano».
—Confesión de fe belga (1561)
86. Pregunta: Si somos liberados por Cristo de todos nuestros pecados y miserias sin merecimiento alguno de nuestra parte, sino sólo por la misericordia de Dios ¿Por qué hemos de hacer buenas obras?
Respuesta: Porque después de que Cristo nos ha redimido con su sangre, nos renueva también con su Espíritu Santo a su imagen; a fin de que en toda nuestra vida nos mostremos agradecidos a Dios por tantos beneficios y que El sea glorificado por nosotros. Además de esto para que cada uno de nosotros sea asegurado de su fe por los frutos. Y finalmente para que, también por la piedad e integridad de nuestra vida, ganemos a nuestro prójimo para Cristo.
87. Pregunta: Luego, ¿No pueden salvarse aquellos que siendo desagradecidos y perseverando en sus pecados no se conviertan a Dios de su maldad?
Respuesta: De ninguna manera, porque, como lo testifican las Sagradas Escrituras, no heredarán el reino de Dios los fornicarios, los idólatras, los adúlteros, los ladrones, los avaros, los borrachos, los maldicientes.
—Catecismo de Heidelberg (1563)

### Reformados (Presbiterianos)
Capítulo 11:
De la justificación
I. A los que Dios llama de una manera eficaz, también justifica gratuitamente, no infundiendo justicia en ellos sino perdonándolos sus pecados, y contando y aceptando sus personas como justas; no por algo obrado en ellos o hecho por ellos, sino solamente por causa de Cristo; no por imputarles la fe misma, ni el acto de creer, ni alguna otra obediencia evangélica como su justicia, sino imputándoles la obediencia y satisfacción de Cristo y ellos por la fe, le reciben y descansan en él y en su justicia. Esta fe no la tienen de ellos mismos. Es un don de Dios.
—Confesión de Fe de Westminster (1646)

### Metodistas Unidos
Artículo IX:
Justificación y regeneración
Creemos que nunca somos tenidos por rectos delante de Dios por medio de nuestras obras o méritos, sino que los pecadores arrepentidos son justificados o tenidos por justos delante de Dios solamente por medio de la fe en nuestro señor Jesucristo.
—La Disciplina de la Iglesia Evangélica Unida de los Hermanos (1963)
Artículo IX:
De la justificación del hombre
Estamos considerados justos ante Dios, sólo por el mérito de nuestro Señor y Salvador Jesucristo por la fe, y no por nuestras propias obras o merecimientos. Por tanto, que somos justificados por la fe solamente, es una doctrina más sana, y muy llena de consuelo.
—Los Artículos de Religión de la Iglesia Metodista Episcopal (Disciplina de 1808)
Artículo X:
Buenas obras
Creemos que las buenas obras son los frutos necesarios de la fe después de la regeneración, pero que no tienen la virtud de quitar nuestros pecados o de evitar el juicio divino. Creemos que las buenas obras, agradables y aceptables a Dios en cristo, surgen de una fe verdadera y viviente, puesto que a través de ellas y por medio de ellas la fe se hace manifiesta y evidente.
—Confesión de Fe (1963)

### Evangélicos no denominacionales
La justificación del pecador solamente por la gracia de Dios mediante la fe en Cristo crucificado y resucitado de entre los muertos.
Declaración de Fe de la Alianza Evangélica Británica
Creemos en (...) la salvación del hombre perdido y pecador a través de la sangre derramada del Señor Jesucristo por la fe sin las obras, y la regeneración por el Espíritu Santo (...).
Declaración de Fe de la Alianza Evangélica Mundial

## Declaraciones ecuménicas no oficiales

### Evangélicos
El Nuevo Testamento deja claro que el don de la salvación se recibe por la fe. «Porque por gracia sois salvos por medio de la fe; y esto no de vosotros, pues es don de Dios» (Efesios 2:8). Por la fe, que es también el don de Dios, nos arrepentimos de nuestros pecados y nos adherimos libremente al Evangelio, las buenas nuevas de la obra salvadora de Dios para con nosotros en Cristo. Por nuestra respuesta de fe a Cristo, entramos en las bendiciones prometidas en el Evangelio. La fe no es simplemente adhesión intelectual, sino un acto de las personas integrales que involucran la mente, la voluntad y los afectos, la emisión de una vida cambiada. Entendemos que lo que aquí afirmamos está de acuerdo con lo que las tradiciones de la Reforma han significado por la justificación por la fe sola (sola fide).
El regalo de la Salvación [The Gift of Salvation] (1997)

### Federación Luterana Mundial y la Iglesia católica
4.3 La justificación por la fe y por medio de la gracia.
25. Juntos confesamos que los pecadores son justificados por la fe en la acción salvadora de Dios en Cristo. Por la acción del Espíritu Santo en el bautismo, se les concede el don de la salvación, que sienta las bases de toda la vida cristiana. Estos ponen su confianza en la promesa de la gracia de Dios por la fe que justifica, que incluye la esperanza en Dios y amor por él. Tal fe es activa en el amor y así el cristiano no puede ni debe permanecer sin obras. Pero cualquiera que anteceda o suceda el don de la fe no es ni la base de la justificación ni la amerita.
Declaración Conjunta sobre la Doctrina de la Justificación [Joint Declaration on the Doctrine of Justification] (1997)

### Comisión Mixta Luterana-Ortodoxa
5. En cuanto a la forma en que la salvación es apropiada por los creyentes, los luteranos, mediante la enseñanza de que la justificación y la salvación son solo por gracia mediante la fe (sola gratia, sola fide), hacen hincapié en la prioridad absoluta de la gracia divina en la salvación. Cuando hablan de la fe salvadora no piensan de fe muerta que hasta los demonios tienen (cf. Santiago 2:19), sino en la fe que Abraham mostró y por la que fue contado por justicia (cf. Génesis 15:6, Romanos 4:3,9). Los ortodoxos también afirman la prioridad absoluta de la gracia divina. Subrayan que es la gracia de Dios, la cual permite a nuestra voluntad humana para conformarse a la voluntad divina (cf. Filipenses 2:13) en los pasos de Jesús orando, «no como yo quiero, sino como tú quieras» (Mateo 26:39), para que podamos obrar en nuestra salvación con temor y temblor (cf. Filipenses 2:12). Esto es lo que significa pra los ortodoxos la «sinergia» (trabajando juntos) de la gracia divina y la voluntad humana del creyente en la apropiación de la vida divina en Cristo. La comprensión de la sinergia en la salvación es ayudada por el hecho de que la voluntad humana en la persona de Cristo no fue abolida cuando la naturaleza humana se unió en Él con la naturaleza divina, de acuerdo con las decisiones cristológicas de los Concilios Ecuménicos. Mientras que los luteranos no utilizan el concepto de sinergia, reconocen la responsabilidad personal del ser humano en la aceptación o rechazo de la gracia divina a través de la fe, y en el crecimiento de la fe y la obediencia a Dios. Los luteranos y los ortodoxos, ambos entienden a las buenas obras como los frutos y las manifestaciones de la fe del creyente y no como un medio de salvación.
Salvación: Gracia, Justificación y Sinergia [Salvation: Grace, Justification, and Synergy] (1998)